# Marian Witte
Marian Witte (Terneuzen, 26 november 1975) is een Nederlands politicologe, politica en bestuurster. Ze is partijloos. Sinds 4 oktober 2019 is ze burgemeester van Geertruidenberg. Op 3 juni 2025 werd ze aanbevolen als burgemeester van Hoeksche Waard.

## Biografie

### Carrière
Witte heeft tot 1999 politicologie gestudeerd aan de Katholieke Universiteit Nijmegen. Ze was van 1999 tot 2002 werkzaam als beleidscoördinator bij Samenwerkende Instellingen Ouderenzorg te Roosendaal. Daarna was ze van 2002 tot 2010 werkzaam als beleidsmedewerker, programmamanager en teammanager bij de gemeente Tilburg.
Namens Gemeentebelangen Oosterhout was Witte van 2001 tot 2010 gemeenteraadslid van Oosterhout en lid van het presidium. Van 2010 tot 2019 was ze er wethouder en vanaf 2014 ook eerste locoburgemeester met in haar portefeuille bouwen & wonen, natuur & groen, mobiliteit, project Omgevingswet en sport.

### Burgemeester
Op 4 oktober 2019 werd Witte burgemeester van Geertruidenberg. Ze kreeg er openbare orde & veiligheid, correct bestuur, organisatie en toezicht & handhaving in haar portefeuille. Namens Geertruidenberg werd ze dagelijks bestuurslid van de Veiligheidsregio Midden- en West-Brabant, lid van het veiligheidscollege van de Regionale Eenheid Zeeland - West-Brabant en algemeen bestuurslid van de Omgevingsdienst Midden- en West-Brabant.
Op 3 juni 2025 werd Witte door de gemeenteraad van Hoeksche Waard aanbevolen als nieuwe burgemeester. De verwachting werd dat de beëdiging op 11 september van dat jaar plaats zal vinden. Op 11 juli 2025 werd bekendgemaakt dat de ministerraad de voordracht heeft overgenomen en haar middels koninklijk besluit laat benoemen per 11 september 2025.

### Nevenfuncties
Witte was voorheen lid van de raad van toezicht van Zet Brabant. Ze werd voorzitter van de raad van toezicht van het Kennispunt lokale politieke partijen, bestuursvoorzitter van de GGD West-Brabant en de Regionale Ambulance Voorziening, ambassadeur van de stichting Met je Hart Geertruidenberg en lid van de toetsingscommissie van het O&O-fonds.

### Privéleven
Witte werd geboren in Terneuzen en verhuisde in haar tienerjaren naar West-Brabant. Ze kreeg met haar ex-man drie kinderen. Haar partner kreeg een pleegzoon.